# Pericelis leyana
Pericelis leyana är en plattmaskart. Pericelis leyana ingår i släktet Pericelis och familjen Pericelidae. Inga underarter finns listade i Catalogue of Life.